# 덕도초등학교
덕도초등학교는 대한민국 경기도 양주시에 있는 공립 초등학교이다.

## 학교 연혁
- 1963. 03. 01 덕도국민학교 인가(6학급)
- 1981. 03. 01 덕도국민학교 병설유치원 개원
- 1994. 10. 14 전교생 급식 실시
- 1997. 11. 20 교실 축열식 난방 시설(12교실)
- 2002. 10. 23 급식실(165m2) 신축
- 2005. 11. 30 꿈나무 도서관 개관
- 2007. 03. 01 소규모 학교 육성사업 지속운영 지원교 선정
- 2007. 07. 01 교과교육 멘토링제 운영교 지정
- 2008. 07. 18 컴퓨터실 컴퓨터 최신 사양 32대 전면 교체
- 2008. 08. 19 과학실 현대화 사업
- 2009. 03. 01 학교특성화학교 운영 지정(사물놀이)
- 2009. 04. 29 도서관 리모델링 사업
- 2010. 09. 01 제13대 신호권 교장 취임
- 2012. 09. 01 제14대 김영수 교장 취임
- 2013. 02. 15 제42회 졸업식(계 1,227명)
- 2013. 03. 01 6학급 편성 (65명)
- 2014. 09. 01 제15대 박승덕 교장 취임
- 2016. 09. 01 제16대 최덕기 교장 취임
- 2020. 09. 01 제17대 이준숙 교장 부임
- 2022. 09. 01 제18대 서경희 교장 취임

## 참고 자료
- 덕도초등학교 - 한국교육학술정보원 학교알리미